# District de Mongomo
Le district de Mongomo  (en espagnol : distrito de Mongomo) est un district de Guinée équatoriale, constitué par la partie nord-est de la Province de Wele-Nzas, dans la région continentale de la Guinée équatoriale. Il a pour chef-lieu la ville de Mongomo. Le recensement de 1994 y a dénombré 23 756 habitants.
De Mongomo, sont originaires le premier président Francisco Macías Nguema et l'actuel président équatoguinéen Teodoro Obiang et son fils, Teodoro Nguema Obiang Mangue. De nombreuses personnes ayant un rôle important dans la vie politique et économique équatoguinéenne sont originaires du district, au point que l'entourage du président Obiang est souvent décrit comme le « clan de Mongomo ».